# Gertie the Dinosaur
Gertie the Dinosaur es un cortometraje animado estadounidense de 1914 dirigido por Winsor McCay que inspiró a varias generaciones de animadores.
Aunque no fue el primer dibujo animado, como algunos piensan, fue el primero en presentar un personaje con personalidad propia. El personaje principal se diferencia de los creados anteriormente por Blackton y Cohl, y lo convierte en el predecesor de los creados posteriormente por Walt Disney. Fue además el primer dibujo animado en ser creado utilizando key frame.
En 1991, el cortometraje fue considerado «cultural, histórico y estéticamente significativo» por la Biblioteca del Congreso de Estados Unidos y seleccionado para su preservación en el National Film Registry, y fue ubicada en el sexto puesto del libro 50 Greatest Cartoons creado en 1994 por el historiador Jerry Beck y con los votos de varios especialistas en el tema.

## Vodevil
Gertie the Dinosaur fue creado originalmente para ser usado en los vodevil de McCay. McCay comenzó a dar charlas en 1906, basado en su trabajo como caricaturista de periódicos. En 1911 comenzó a presentar animaciones, primero una de Little Nemo in Slumberland, luego How a Mosquito Operates. Gertie fue anunciado en 1912. En enero de 1914, los dibujos fueron fotografiados por Vitagraph Studios. La primera presentación fue en el Teatro Palace de Chicago el 8 de febrero de 1914; luego fue presentado en el Teatro Hammerstein de Nueva York.
La presentación consistía en McCay interactuando con Gertie, un diplodocus animado. McCay se ubicaba frente a una proyección vestido con esmoquin y sosteniendo un látigo. Llamaba a Gertie, quien aparecía tras unas rocas. Luego le pedía hacer varios trucos, similares a una presentación de circo. Tras esto, McCay le ofrece una manzana — McCay esconde la fruta y Gertie atrapa una copia animada. A Gertie se le podía ver tragando una gran roca, jugando con un mastodonte, y bebiendo un lago completamente. Para el final, McCay desaparecía tras la pantalla cuando una versión animada de él trepaba por el dinosaurio y ambos se iban.

## Producción

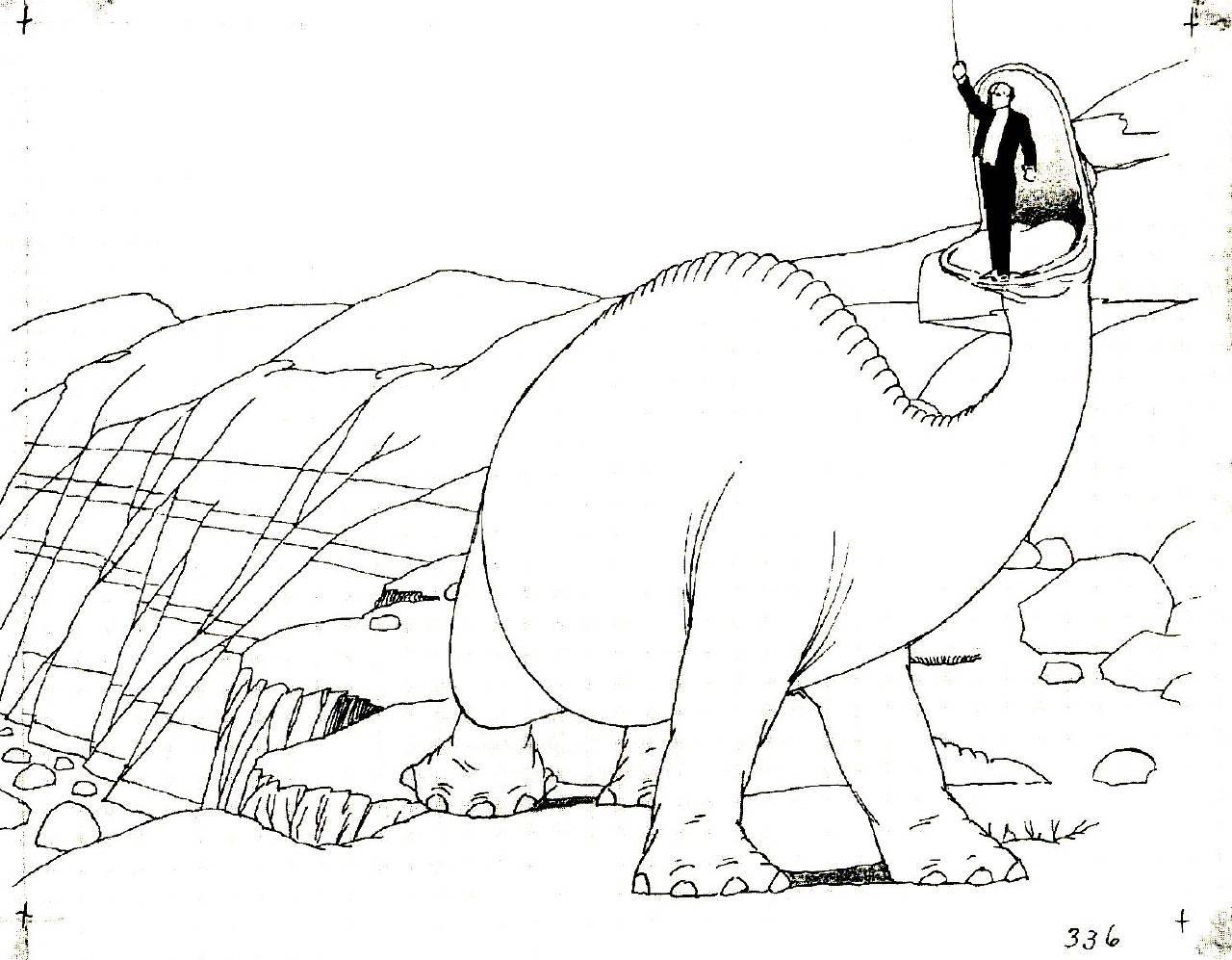
Gertie levantando a McCay.

Para crear la película, McCay debió hacer miles de dibujos de Gertie en hojas de 6.5 x 8.5 pulgadas. Contrató a su vecino y estudiante de arte John A. Fitzsimmons para que dibujara los fondos. Fitzsimmons cuidadosamente remarcó rocas, lagos y árboles hechos anteriormente como guía.
En la creación del dibujo animado, McCay creó varias técnicas que serían utilizadas posteriormente por futuros animadores. Una de esas técnicas era reutilizar algunos dibujos para ahorrar trabajo. Se preocupó especialmente de la coordinación de movimientos de Gertie, como la respiración o la tierra que temblaba cuando caminaba debido a su gran peso.
McCay era bastante abierto en lo que a información se refiere. Durante la producción de Gertie explicaba detalladamente algunas técnicas a visitantes que escribían artículos relacionados con la animación. Uno de estos visitantes fue John Randolph Bray, quien patentó varios de estos métodos y posteriormente trató de demandar a McCay. Sin embargo, McCay ganó, y recibió ayuda económica de Bray durante varios años.

## Cines
El jefe de McCay, William Randolph Hearst, estaba molesto con el éxito de McCay fuera del periódico, por lo que utilizó su contrato como argumento para reducir las presentaciones de McCay. A fines de 1914, William Fox ofreció llevar a Gertie the Dinosaur al cine. McCay aceptó, y extendieron el corto para incluir un prólogo con texto que reemplazaría su rol en las presentaciones. Esta es la versión que se puede ver hoy en día; la original solo duraba 5 de los 12 minutos que tiene ahora.

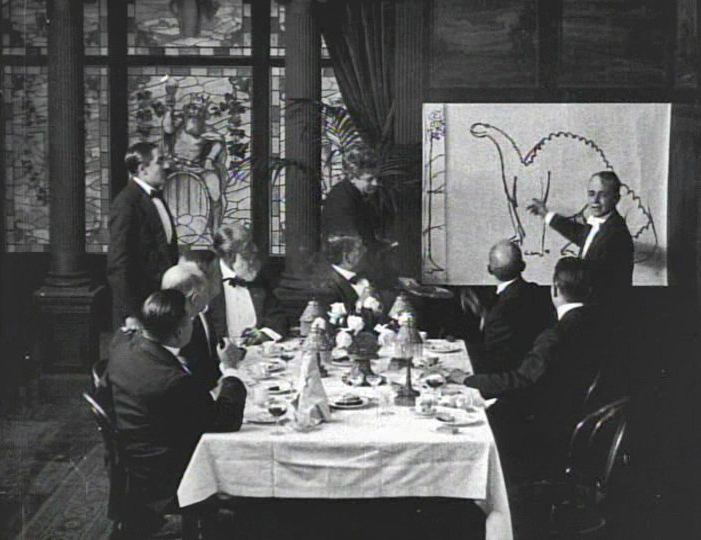
McCay dibujando a Gertie.

El corto muestra a McCay junto a varios de sus amigos caricaturistas, como George McManus (creador de Bringing Up Father), Roy McCardell y Thomas A. Dorgan. Mientras estaban paseando en automóvil, su rueda se descompone frente a un museo. Los caricaturistas entran al museo, y ven el esqueleto de un dinosaurio. McCay apuesta a McManus que él podría "revivir a los dinosaurios mediante una serie de dibujos". Entonces pasa seis meses dibujando "diez mil caricaturas"; cuando McManus lo visita, McCay le muestra los dibujos, aunque un asistente bota accidentalmente una pila de ellos en el piso (broma que también es utilizada en la película de Little Nemo). Inmediatamente se muestra una cena donde participa el grupo de caricaturistas. McCay comienza a hacer un dibujo de Gertie. Mientras hace eso, alguien se queja diciendo "la apuesta consistía en hacerlo mover", tras esto solo se muestra la animación y mediante textos McCay le indica a Gertie qué debe hacer. El corto termina con el grupo diciéndole a George (McManus) que pague la cena.

## Otras versiones
En 1921, McCay planeó realizar un segundo cortometraje con Gertie, titulado Gertie on Tour. El dibujo animado mostraría a Gertie visitando Nueva York y Washington D. C., dando brincos sobre el Puente de Brooklyn y tratando de comerse el Monumento a Washington, entre otras escenas.  La película no pudo ser terminada, y solo existen fragmentos y dibujos individuales.
Un plagio de Gertie, de aproximadamente 1915, fue distribuida durante varios años, era identificado incorrectamente como película de McCay. Donald Crafton sugiere que este Gertie pudo haber sido creado por Bray Productions, debido al estilo de sus dibujos.
Robert, hijo de McCay, junto al animador de Disney Richard Huemer, recrearon la presentación original para el programa de televisión Disneyland de 1955.